# César Caballero
Pour les articles homonymes, voir Caballero.
Pas d'image ? Cliquez ici

a Compétitions nationales et continentales officielles uniquement.

b Matchs officiels uniquement.
Cesar Caballero San Jose, né le 5 mai 1979 en Espagne, est un joueur espagnol de rugby à XV jouant au poste de pilier et pouvant dépanner en talonneur.

## Biographie

### En équipe nationale
Il a effectué son premier test match avec l'Espagne le 14 février 2004 à l’occasion d’un match contre l'équipe de Russie (défaite 36-6).

## Palmarès

### En équipe nationale
- 19 sélections (10 fois titulaire, 9 fois remplaçant)
- Sélections par saison : 5 en 2004, 5 en 2005, 6 en 2006, 3 en 2007.